# تغییر دین

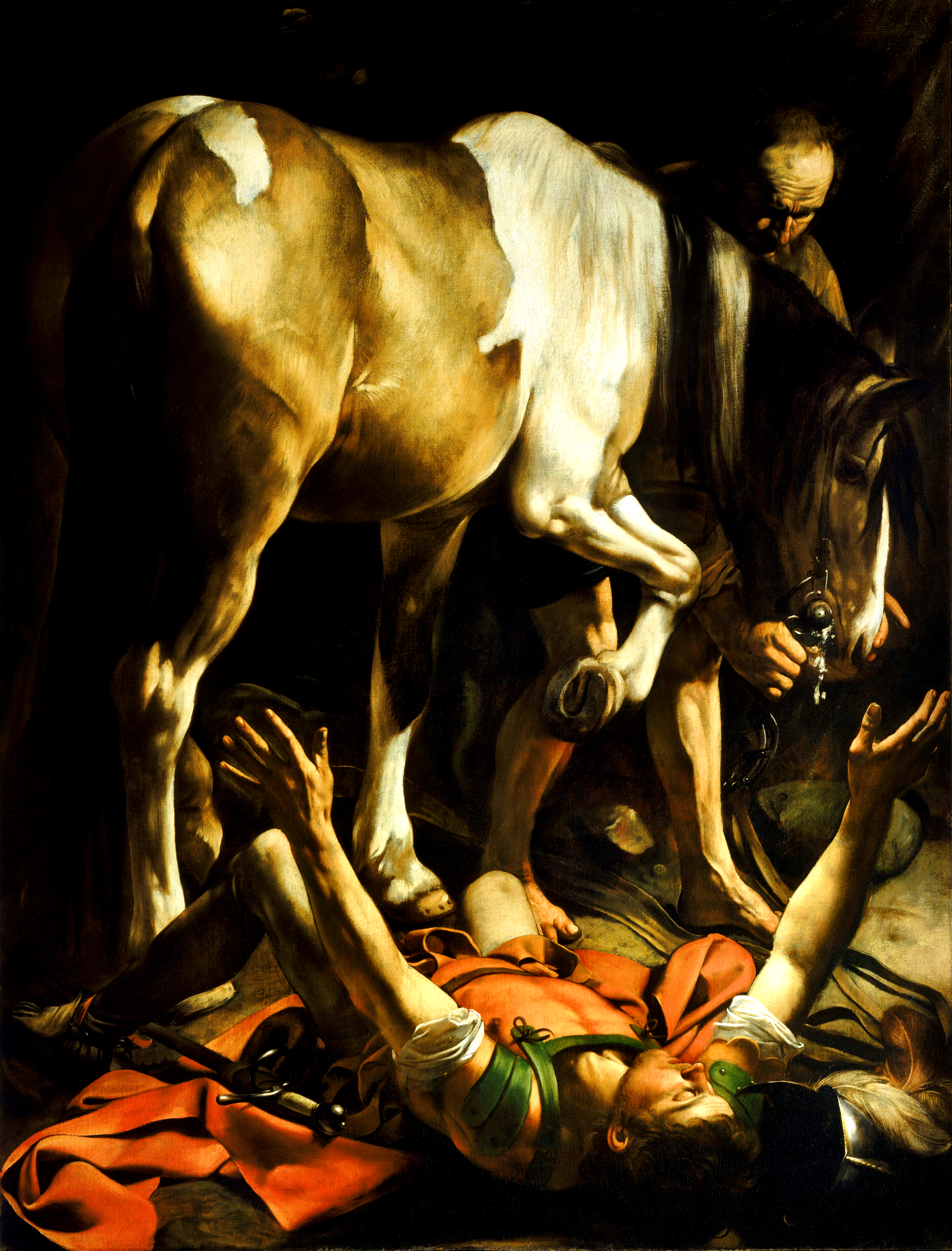
تصویری عمیق و فلسفی در رابطه با تغییر دین

تغییر دین تجربه یکی یا چند مورد از پدیده‌های زیر است. در سطح اولیه، تغییر به معنی بیداری یا درک معرفت دینی در انسانی است که پیشتر اعتقاد معنوی یا مذهبی نداشته‌است. در کاربرد عام، تغییر به معنی پذیرش یا شناسایی خود با باورهای یک دین خاص و نه ادیان دیگر است. کاربرد 'تغییر دین' برای ترک وابستگی یا پایبندی به یک فرقه یا دین است. این تغییر ممکن است از یک فرقه درون دین به فرقه دیگری در داخل همان دین باشد، مثلاً از مسلمان شیعه به سنی یا از مسیحی باپتیست به مسیحی متدیست یا کاتولیک.
مردم به دلایل مختلف دین خود را تغییر می‌دهند؛ برای نمونه، تغییر فعال با انتخاب آزادانه به علت تغییر باورها، تغییر ثانویه، تغییر در بستر مرگ، تغییر برای راحتی و تغییر برای ازدواج، و تغییر دین اجباری.